# Brzezina (film)
Brezik, također Brezova šuma (Brzezina), poljska filmska drama iz 1970. godine. 

## Sažetak
20-ih godina 20. stoljeća, u šumarevoj kolibi daleko od inih ljudi žive mladi muškarac - šumar Bronisław i njegova malena kći. Godinu prije umrla mu je supruga i pokopana je u obližnjoj brezovoj šumi. Jednoga dana u kolibu je došao bolesni Stanisław, šumarev brat. U zadnjem je stadiju sušice. Njegovim dolaskom zbila se drama zbog kontrasta sudbina dvojice braće koje su snašle suprotne sudbine, i koji su iskazali suprotne karaktere i životne filozofije, zdrava Bronisława kojemu se ogadio cijeli svijet, i nasuprot njemu, od sušice nasmrt bolesna Stanisława koji je očaran prirodom i žarko želi živjeti.

## Nagrade
- Zlatna medalja - nagrada FIPRESCI na Međunarodnom sajmu dokumentarnih i TV filmova MIFFED u Milanu 1970.[1]